# Адапазари
Адапазари (тур. Adapazarı) је град у Турској у вилајету Сакарја. Према процени из 2009. у граду је живело 399.022 становника.

## Становништво
Према процени, у граду је 2009. живело 399.022 становника.
| 1990.   | 2000.   |
| ------- | ------- |
| 272.039 | 283.752 |